# لون کهنه
لون کهن، روستایی از توابع بخش مرکزی شهرستان کامیاران در استان کردستان ایران است. این روستا به دلیل قدمت فراوان (بیشتر از ۵ قرن) و همچنین مهاجرت تعداد زیادی از اهلی روستا به روستای بالاتر یعنی روستای لون سادات باعث شد لقب کهن به این روستا نسبت داده شود.

## جمعیت
این روستا در دهستان ژاورود قرار دارد و براساس سرشماری مرکز آمار ایران در سال ۱۳۸۵، جمعیت آن ۲۲۷ نفر (۵۵خانوار) بوده‌است.